# Lujiazui
La zone financière et commerciale de Lujiazui (chinois simplifié : 陆家嘴金融贸易区 ; chinois traditionnel : 陸家嘴金融貿易區 ; pinyin : Lùjiāzuǐ jīnróng màoyì qū) est un quartier de Shanghai. Il est situé sur la rive droite du Huangpu, dans le district de Pudong, et fait face au Bund.
Peu développée dans les années 1980, la zone se voit accorder en 1990 un statut particulier par le Conseil des affaires de l'État qui veut en faire un centre financier. C'est aujourd'hui un des principaux quartiers d'affaires de Shanghai. Sur le plan architectural, elle se distingue par ses nombreux gratte-ciel tels que le Shanghai World Financial Center et la Tour de Shanghai.

## Emplacement
Lujiazui est s'étend sur une surface de 31,78 km2. Il est situé dans le nouveau district de Pudong sur le côté Est de la Rivière Huangpu. Il forme une péninsule suivant le Huangpu d'une forme courbe, qui coule vers le nord puis vers l'Est. Il fait face à la rivière Suzhou et au Bund, célèbre avenue développée à l'époque de la concession internationale.

## Histoire
Jusqu'au début des années 1990, c'était une zone peu développée, construite de quelques résidences, entrepôts et usines. En 1990, désireux de faire de Shanghai un centre financier, le Conseil des affaires de l'État accorde à la zone un statut particulier. Il s'ensuit un développement économique massif de la zone. De nombreuses tours de bureaux et d'hôtels, ainsi que des centres commerciaux, sont construits. En 2005, le Conseil des affaires de l'État réaffirme que Lujiazui est la seule zone commerciale et financière parmi les 185 zones de développement créées par le gouvernement central de la République populaire de Chine.

## Points de repère
Lieux touristiques et lieux importants de Lujiazui comprennent entre autres :
- Oriental Pearl Tower (468 m)
- Jin Mao Tower (420 m)
- Shanghai World Financial Center (492 m)
- Tour Shanghai (632 m)
- Super Brand Mall
- Shanghai IFC (250 m)
- Parc Lujiazui

## Transports publics
- La métro de Shanghai dessert le quartier de Lujiazui avec les stations Lujiazui et Dongchang Road où passe la ligne 2 et la station Century Avenue où se croisent les lignes 2, 4 et 6. La ligne 14 s'arrêtera également à Lujiazui à partir de 2021.

## Images de Lujiazui

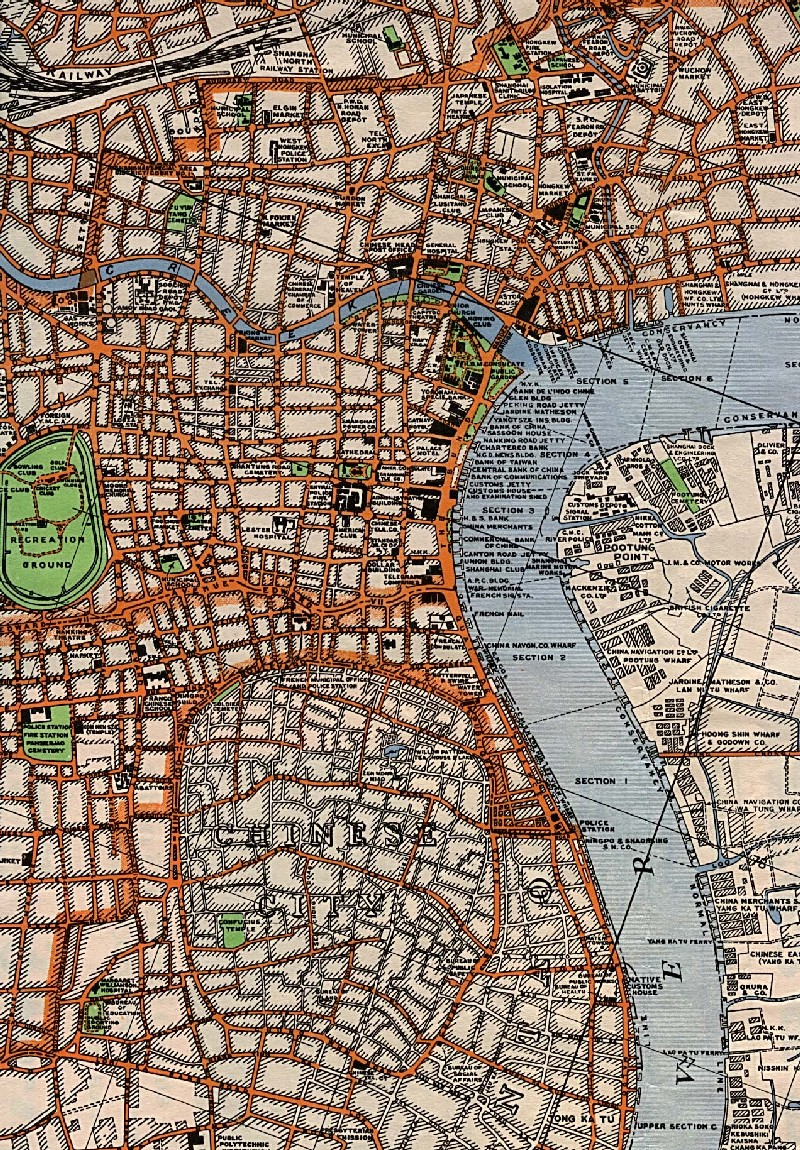
Lujiazui est la zone claire à droite de cette carte de 1933, en face du Bund et de l'autre côté de la rivière Huangpu
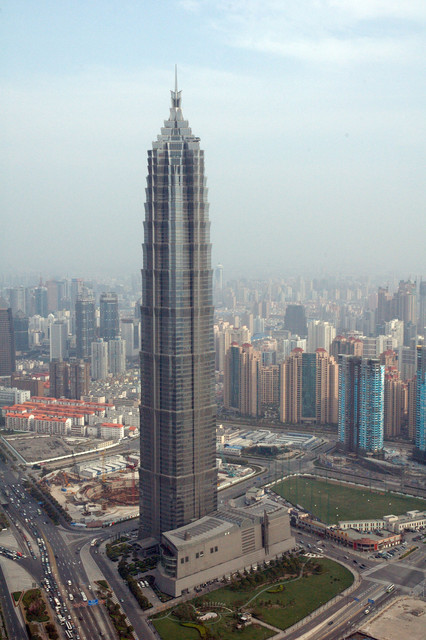
Jin Mao Tower depuis la Oriental Pearl Tower (2005)
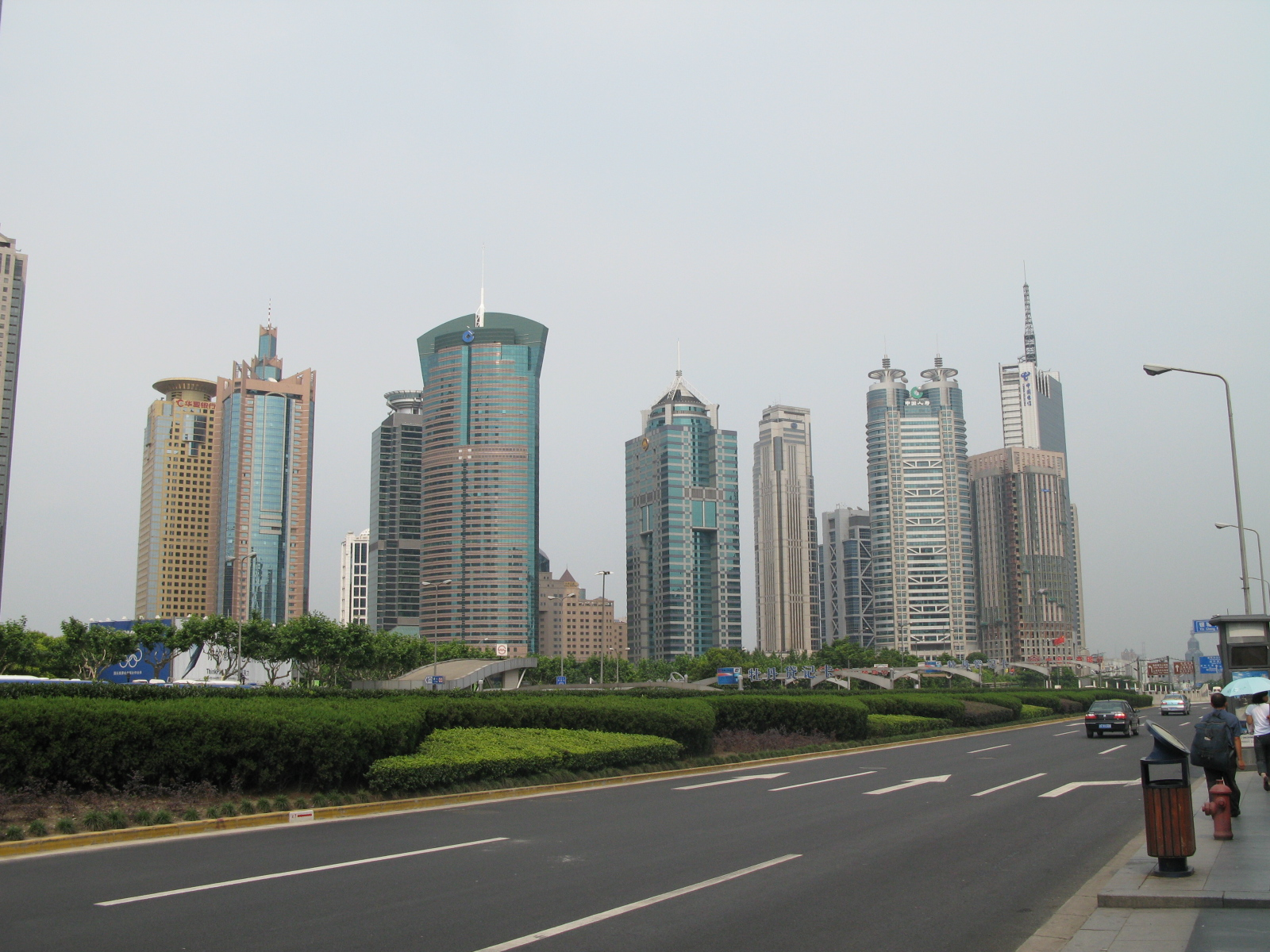
Century Avenue et quelques gratte-ciels (2007)
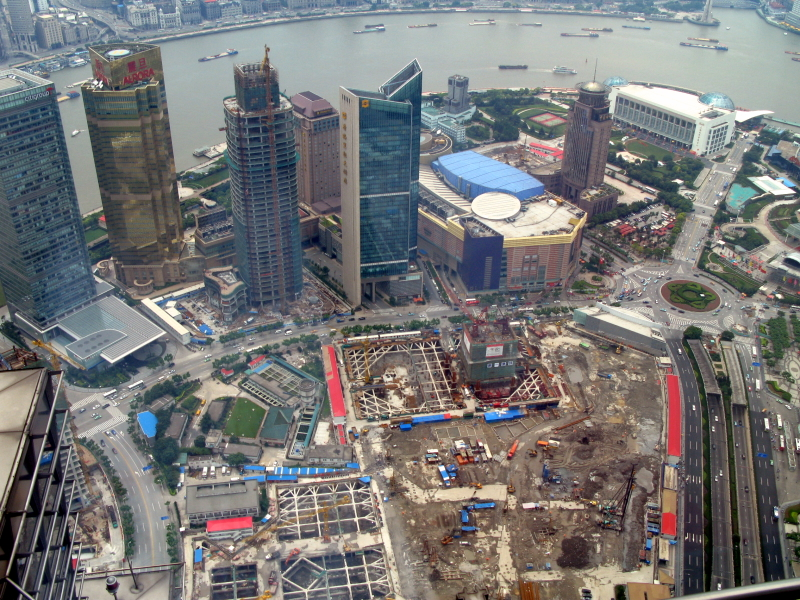
Vue du quartier depuis la tour Jinmao (2007)
Panorama de Lujiazui vu du Bund, à travers le Huangpu (2008)
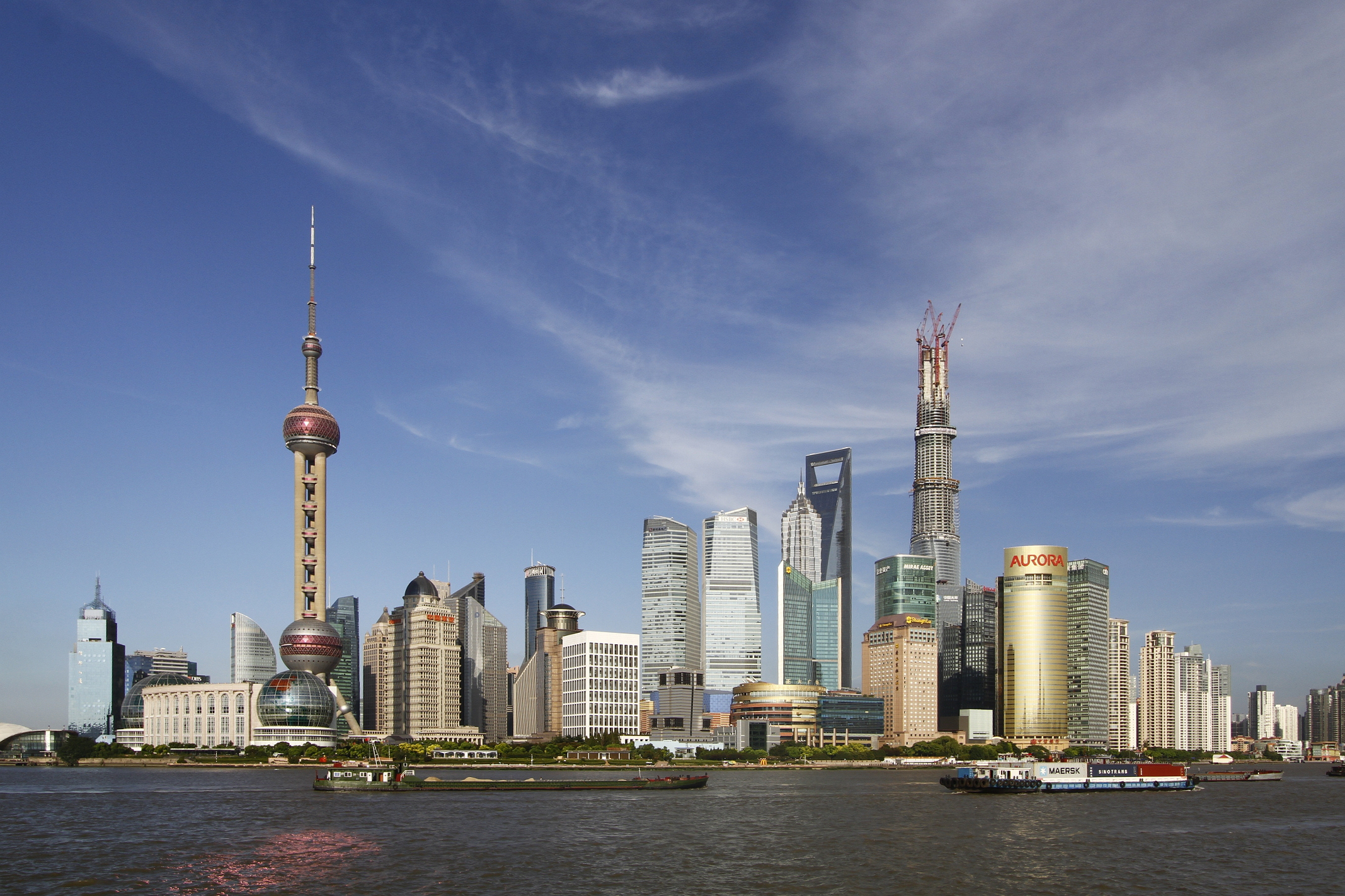
Quartier de Lujiazui (2013)
Quartier de Lujiazui (2017)